# レット・ミー・リヴ
「レット・ミー・リヴ」（Let Me Live）は、イギリスのロック・バンド、クイーンが1995年に発表した楽曲。1995年のアルバム『メイド・イン・ヘヴン』に収録され、翌年にはアルバムから4枚目のシングルとして、リリースされた。作曲クレジットは、クイーン。イギリスのシングルチャートで9位に入るなど、ヒットした。

## 解説
曲はゴスペル風のイントロから始まり、1コーラス目をフレディ、2コーラス目をロジャー、3コーラス目をブライアンがそれぞれリードボーカルを取っている(ただしサビはフレディ)。クイーンの歌えるメンバー3人全員がリードボーカルを務める最初で最後の曲である。（3人中2人という曲は複数存在する。アイ・ウォント・イット・オールやマザー・ラヴ（フレディ＋ブライアン）、ファン・イットやロック・イット(フレディ＋ロジャー）、ノー・ワン・バット・ユー（ブライアン＋ロジャー)など）。
なお、DVD版『ジュエルズ』には、フォトギャラリーのS.E.として収録されており「LET ME LIVE - Photo Gallery」と記載されてある。

## シングル収録曲
CD single(7243 8 82957 2 7), 12" single
1. レット・ミー・リヴ - Let Me Live (Queen)
2. ファット・ボトムド・ガールズ (デジタル・リマスター) - Fat Bottomed Girls (Digital Remaster) (Brian May)
3. バイシクル・レース (デジタル・リマスター) - Bicycle Race (Digital Remaster) (Freddie Mercury)
4. ドント・ストップ・ミー・ナウ (デジタル・リマスター) - Don't Stop Me Now (Digital Remaster) (Freddie Mercury)

CD single(7243 8 82958 2 6)
1. レット・ミー・リヴ - Let Me Live (Queen)
2. マイ・フェアリー・キング (BBCセッション) - My Fairy King (BBC Session, February 1973) (Freddie Mercury)
3. ドゥーイング・オール・ライト (BBCセッション) - Doing All Right (BBC Session, February 1973) (Brian May, Tim Staffell)
4. ライアー (BBCセッション) - Liar (BBC Session, February 1973) (Freddie Mercury)

## 収録アルバム
- 『メイド・イン・ヘヴン』
- 『グレイテスト・ヒッツIII 〜フレディー・マーキュリーに捧ぐ〜』
- 『ジュエルズ』